# Falsohippopsicon
Falsohippopsicon is een kevergeslacht uit de familie van de boktorren (Cerambycidae). De wetenschappelijke naam van het geslacht werd voor het eerst geldig gepubliceerd in 1942 door Breuning.

## Soorten
Falsohippopsicon omvat de volgende soorten:
- Falsohippopsicon albosternale Breuning, 1942
- Falsohippopsicon brunneum Breuning, 1956